# ECMAScript
Az ECMAScript programozási nyelv specifikáció, melyet főként webes alkalmazásokra fejlesztettek ki. A nyelv leírása ECMA szabvány.
A szabvány a Netscape által kifejlesztett JavaScript és a Microsoft által kifejlesztett JScript technológián alapult. Az eredeti „JavaScript” nyelvet Brendan Eich fejlesztette ki a Netscape cég részére, ami először a Netscape Navigator 2.0 böngészőben jelent meg. Innentől megtalálható volt minden Netscape böngészőben. Ezt nem sokkal követte a Microsoft Internet Explorer 3.0 kiadása, mely már szintén tartalmazta a nyelv támogatását.
A szabványosítás 1996 novemberében indult meg a Netscape kezdeményezésére, és az első változatát 1997-ben fogadta el az ECMA. A szabvány tervezete az ISO/IEC nemzetközi szabványhivatalához került, és azt 1998 áprilisában elfogadták, ISO/IEC 16262 szabványjelzéssel. Röviddel ezután megjelent a második ECMA szabványkiadás, ami szinkronba hozta a két szabványleírást.
A nyelv ötödik kiadása 2009 decemberében került elfogadásra, egy évtizeddel a korszakot meghatározó 3-as verzió után (a 4-es verzió sohasem készült végül el).
A nyelv fejlesztése nem fejeződött be, a további kiadások tartalmával az ES.NEXT / Harmony projekt foglalkozik.
Az újabb változatokat évenként adják ki, így gyakran az évszámmal nevezik meg a verziót. Az ES7 kiadásra tehát ES2016 néven is hivatkozhatunk.

## A nyelv jellemzői

### Nyelvjárások
A szabványosítás nem jelenti azt, hogy a nyelvet onnantól csak szabványos módon használják. Mind a JavaScript, mind a JScript megmaradt a szabványosítás után, és ezek a változatok támogatnak olyan lehetőségeket, melyet az ECMAScript nem tartalmaz, illetve bizonyos megoldásokat eltérően értelmezve inkompatibilitást okoznak.

## Támogatottság
A nyelvet az alábbi böngészők támogatják:
- Internet Explorer (a 3.0 verziótól)
- Mozilla (Firefox)
- Netscape Navigator (a 2.0 verziótól)
- Opera, szigorúan a szabvány alapján
- Google Chrome
- Microsoft Edge